# Niderviller
Niderviller – miejscowość i gmina we Francji, w regionie Grand Est, w departamencie Mozela.
Według danych na rok 1990 gminę zamieszkiwały 1072 osoby, a gęstość zaludnienia wynosiła 100 osób/km² (wśród 2335 gmin Lotaryngii Niderviller plasuje się na 348. miejscu pod względem liczby ludności, natomiast pod względem powierzchni na miejscu 556.).
Miejsce urodzenia podróżnika markiza Astolphe'a de Custine, autora Listów z Rosji.